# Ichneumon dickersonae
Ichneumon dickersonae is een vliesvleugelig insect (orde Hymenoptera) uit de familie van de gewone sluipwespen (Ichneumonidae). De wetenschappelijke naam van de soort werd in 2016 gepubliceerd door Rebecca Kittel als nomen novum voor Ichneumon varius Gmelin, 1790: 2700 non Ichneumon varius Gmelin, 1790: 2699 (Johann Friedrich Gmelin gaf de naam in dezelfde publicatie aan twee verschillende soorten). Beide door Gmelin gegeven namen zijn junior homoniemen van Ichneumon varius Pontoppidan, 1763.
De naam gedenkt Mary Cynthia Dickerson (1866–1923), een Amerikaans herpetologe.